# Lampre-Farnese Vini 2010
Questa voce raccoglie le informazioni riguardanti la Lampre-Farnese Vini nelle competizioni ufficiali della stagione 2010.

## Stagione
Avendo licenza da UCI ProTeam, la squadra ciclistica italiana ha diritto di partecipare alle gare del Calendario mondiale UCI 2010, oltre a quelle dei circuiti continentali UCI.

## Organico

### Staff tecnico
GM=General Manager; DS=Direttore Sportivo.
|  | Naz.              | Ruolo | Sportivo          |  |  |  |
|  | ----------------- | ----- | ----------------- |  |  |  |
|  | Italia (bandiera) | GM    | Giuseppe Saronni  |  |  |  |
|  | Italia (bandiera) | DS    | Fabrizio Bontempi |  |  |  |
|  | Italia (bandiera) | DS    | Maurizio Piovani  |  |  |  |
|  | Italia (bandiera) | DS    | Bruno Vicino      |  |  |  |
|  | Italia (bandiera) | DS    | Fabio Baldato     |  |  |  |

### Rosa
|  | Naz.                  |  | Sportivo                      | Anno |  |  |
|  | --------------------- |  | ----------------------------- | ---- |  |  |
|  | Italia (bandiera)     |  | Alfredo Balloni               | 1989 |  |  |
|  | Italia (bandiera)     |  | Lorenzo Bernucci              | 1979 |  |  |
|  | Italia (bandiera)     |  | Emanuele Bindi                | 1981 |  |  |
|  | Slovenia (bandiera)   |  | Grega Bole                    | 1985 |  |  |
|  | Italia (bandiera)     |  | Matteo Bono                   | 1983 |  |  |
|  | Ucraina (bandiera)    |  | Vitalij Buc                   | 1986 |  |  |
|  | Italia (bandiera)     |  | Damiano Cunego                | 1981 |  |  |
|  | Italia (bandiera)     |  | Mauro Da Dalto                | 1981 |  |  |
|  | Italia (bandiera)     |  | Angelo Furlan                 | 1977 |  |  |
|  | Italia (bandiera)     |  | Francesco Gavazzi             | 1984 |  |  |
|  | Italia (bandiera)     |  | Andrea Grendene               | 1986 |  |  |
|  | Germania (bandiera)   |  | Danilo Hondo                  | 1974 |  |  |
|  | Kazakistan (bandiera) |  | Andrej Kašečkin               | 1980 |  |  |
|  | Svizzera (bandiera)   |  | David Loosli                  | 1980 |  |  |
|  | Italia (bandiera)     |  | Mirco Lorenzetto              | 1981 |  |  |
|  | Italia (bandiera)     |  | Enrico Magazzini              | 1988 |  |  |
|  | Italia (bandiera)     |  | Adriano Malori                | 1988 |  |  |
|  | Italia (bandiera)     |  | Marco Marzano                 | 1980 |  |  |
|  | Italia (bandiera)     |  | Manuele Mori                  | 1980 |  |  |
|  | Italia (bandiera)     |  | Massimiliano Mori             | 1974 |  |  |
|  | Italia (bandiera)     |  | Andrea Pasqualon (Stagista)   | 1988 |  |  |
|  | Italia (bandiera)     |  | Alessandro Petacchi           | 1974 |  |  |
|  | Italia (bandiera)     |  | Daniele Pietropolli           | 1980 |  |  |
|  | Italia (bandiera)     |  | Simone Ponzi                  | 1987 |  |  |
|  | Italia (bandiera)     |  | Matteo Rabottini (Stagista)   | 1987 |  |  |
|  | Italia (bandiera)     |  | Daniele Righi                 | 1976 |  |  |
|  | Italia (bandiera)     |  | Federico Rocchetti (Stagista) | 1986 |  |  |
|  | Polonia (bandiera)    |  | Marcin Sapa                   | 1976 |  |  |
|  | Italia (bandiera)     |  | Gilberto Simoni               | 1971 |  |  |
|  | Italia (bandiera)     |  | Alessandro Spezialetti        | 1975 |  |  |
|  | Slovenia (bandiera)   |  | Simon Špilak                  | 1986 |  |  |
|  | Italia (bandiera)     |  | Diego Ulissi                  | 1989 |  |  |

## Ciclomercato
| Alfredo Balloni        | neo pro       |
| Lorenzo Bernucci       | LPR Brakes    |
| Grega Bole             | Adria Mobil   |
| Danilo Hondo           | PSK Whirlpool |
| Adriano Malori         | neo pro       |
| Alessandro Petacchi    | LPR Brakes    |
| Daniele Pietropolli    | LPR Brakes    |
| Alessandro Spezialetti | LPR Brakes    |
| Diego Ulissi           | neo pro       |

| Alessandro Ballan   | BMC              |
| Marco Bandiera      | Katusha          |
| Emanuele Bindi      | -                |
| Marzio Bruseghin    | Caisse d'Epargne |
| Pietro Caucchioli   | sospeso          |
| Enrico Gasparotto   | Astana           |
| Massimiliano Mori   | -                |
| Mauro Santambrogio  | BMC              |
| Paolo Tiralongo     | Astana           |
| Francesco Tomei     | -                |
| Volodymyr Zagorodny | -                |

## Palmarès

### Corse a tappe
ProTour
- Vuelta al País Vasco

3ª tappa (Francesco Gavazzi)
- Tour de Suisse

4ª tappa (Alessandro Petacchi)
- Tour de Romandie

4ª tappa (Simon Špilak)
Classifica generale (Simon Špilak)
- Critérium du Dauphiné

1ª tappa (Grega Bole)
- Tour de France

1ª tappa (Alessandro Petacchi)
4ª tappa (Alessandro Petacchi)
Classifica a punti (Alessandro Petacchi)
- Tour de Pologne

4ª tappa (Mirco Lorenzetto)
- Vuelta a España

7ª tappa (Alessandro Petacchi)
Continental
- Giro della Provincia di Reggio Calabria

2ª tappa (Alessandro Petacchi)
4ª tappa (Alessandro Petacchi)
- Giro di Sardegna

1ª tappa (Francesco Gavazzi)
3ª tappa (Alessandro Petacchi)
4ª tappa (Danilo Hondo)
- Giro di Slovenia

1ª tappa (Grega Bole)
2ª tappa (Grega Bole)
- Bayern Rundfahrt

5ª tappa (Marcin Sapa)

### Corse in linea
- Gran Premio Costa degli Etruschi (Alessandro Petacchi)
- Coppa Agostoni (Francesco Gavazzi)
- Gran Premio Industria e Commercio di Prato (Diego Ulissi)

## Classifiche UCI

### Calendario mondiale UCI
Individuale
Piazzamenti dei corridori della Lampre nella classifica individuale del Calendario mondiale UCI 2010.
| Pos. | Ciclista            | Punti |
| ---- | ------------------- | ----- |
| 24   | Alessandro Petacchi | 182   |
| 47   | Simon Špilak        | 108   |
| 48   | Grega Bole          | 107   |
| 50   | Damiano Cunego      | 106   |
| 109  | Francesco Gavazzi   | 32    |
| 116  | Danilo Hondo        | 29    |
| 156  | Mirco Lorenzetto    | 11    |
| 158  | Manuele Mori        | 10    |
| 189  | Andrej Kašečkin     | 6     |
| 232  | Diego Ulissi        | 2     |
| 242  | David Loosli        | 2     |

Squadra
La Lampre ha chiuso in quattordicesima posizione con 535 punti.